# Millerville
Millerville és una població dels Estats Units a l'estat de Minnesota. Segons el cens del 2000 tenia 115 habitants.

## Demografia
Segons el cens del 2000, Millerville tenia 115 habitants, 47 habitatges, i 31 famílies. La densitat de població era de 51 habitants per km².
Dels 47 habitatges en un 27,7% hi vivien nens de menys de 18 anys, en un 57,4% hi vivien parelles casades, en un 4,3% dones solteres, i en un 34% no eren unitats familiars. En el 29,8% dels habitatges hi vivien persones soles el 23,4% de les quals corresponia a persones de 65 anys o més que vivien soles. El nombre mitjà de persones vivint en cada habitatge era de 2,45 i el nombre mitjà de persones que vivien en cada família era de 3,03.
Per edats la població es repartia de la següent manera: un 24,3% tenia menys de 18 anys, un 6,1% entre 18 i 24, un 27% entre 25 i 44, un 22,6% de 45 a 60 i un 20% 65 anys o més.
L'edat mediana era de 40 anys. Per cada 100 dones de 18 o més anys hi havia 85,1 homes.
La renda mediana per habitatge era de 29.063 $ i la renda mediana per família de 38.125 $. Els homes tenien una renda mediana de 23.125 $ mentre que les dones 17.500 $. La renda per capita de la població era de 13.322 $. Entorn del 6,7% de les famílies i el 12,2% de la població estaven per davall del llindar de pobresa.

## Poblacions més properes
El següent diagrama mostra les poblacions més properes.